# والنات گرو (کالیفرنیا)
والنات گرو، کالیفرنیا (به انگلیسی: Walnut Grove, California) یک مکان مختص سرشماری در ایالات متحده آمریکا است که در شهرستان ساکرامنتو، کالیفرنیا واقع شده‌است.

## خصوصیات
والنات گرو ۲۸٫۲۹۲ کیلومترمربع مساحت و ۱٬۵۴۲ نفر جمعیت دارد و ۳ متر بالاتر از سطح دریا واقع شده‌است.